# Episodi di Hamburg Distretto 21 (decima stagione)
La decima stagione della serie televisiva Hamburg Distretto 21 è stata trasmessa in Germania sulla rete televisiva ZDF dal 10 settembre 2015 al 14 aprile 2016. In Italia è stata trasmessa dal 25 gennaio al 13 marzo 2018 su Rete 4.
Protagonisti della stagione sono le coppie di ispettori formate da Mattes Seeler (Matthias Schloo) e Melanie Hansen (Sanna Englund), Tarik Coban (Serhat Cokgezen) e Claudia Fischer (Janette Rauch), Hans Moor (Bruno F. Apitz) e Franziska Jung (Rhea Harder), che si alternano ciclicamente nel corso dei 29 episodi.
| nº | Titolo originale            | Titolo italiano                     | Prima TV Germania | Prima TV Italia  |
| -- | --------------------------- | ----------------------------------- | ----------------- | ---------------- |
| 1  | Mattes unter Verdacht       | Mattes sotto inchiesta              | 10 settembre 2015 | 25 gennaio 2018  |
| 2  | Scheißtag                   | Una giornataccia                    | 17 settembre 2015 | 29 gennaio 2018  |
| 3  | Kampf um Lucie              | Dissidio insanabile                 | 24 settembre 2015 | 30 gennaio 2018  |
| 4  | Außer Kontrolle             | Pirata della strada                 | 1º ottobre 2015   | 31 gennaio 2018  |
| 5  | Die unüblichen Verdächtigen | Insoliti sospetti                   | 8 ottobre 2015    | 1º febbraio 2018 |
| 6  | Der glatte Wahnsinn         | Pura follia                         | 15 ottobre 2015   | 2 febbraio 2018  |
| 7  | Help                        | Aiuto                               | 22 ottobre 2015   | 5 febbraio 2018  |
| 8  | Alexas Puzzle               | Il dramma di Alexa                  | 29 ottobre 2015   | 6 febbraio 2018  |
| 9  | Fingerspitzengefühl         | Questioni di tatto                  | 5 novembre 2015   | 7 febbraio 2018  |
| 10 | Hund und Katze              | Cane e gatto                        | 12 novembre 2015  | 8 febbraio 2018  |
| 11 | Ruhe sanft                  | L'urna vuota                        | 19 novembre 2015  | 12 febbraio 2018 |
| 12 | Angst                       | Paura                               | 26 novembre 2015  | 13 febbraio 2018 |
| 13 | Rache für mon coeur         | Vendetta                            | 3 dicembre 2015   | 14 febbraio 2018 |
| 14 | Psycho                      | Psycho                              | 10 dicembre 2015  | 15 febbraio 2018 |
| 15 | Getrieben                   | Incastrato                          | 17 dicembre 2015  | 19 febbraio 2018 |
| 16 | Bis zum Umfallen            | Sotto pressione                     | 7 gennaio 2016    | 20 febbraio 2018 |
| 17 | Elbnixe                     | Elbnixe                             | 14 gennaio 2016   | 21 febbraio 2018 |
| 18 | Auf beiden Augen blind      | Totalmente accecati (prima parte)   | 21 gennaio 2016   | 22 febbraio 2018 |
| 18 | Auf beiden Augen blind      | Totalmente accecati (seconda parte) | 21 gennaio 2016   | 23 febbraio 2018 |
| 19 | Freiheit                    | Libertà                             | 28 gennaio 2016   | 26 febbraio 2018 |
| 20 | Klassentreffen              | Riunione di classe                  | 11 febbraio 2016  | 27 febbraio 2018 |
| 21 | Vorsicht Vergangenheit      | Un passato temibile                 | 18 febbraio 2016  | 28 febbraio 2018 |
| 22 | Geld oder Moral             | L'eredità                           | 25 febbraio 2016  | 1º marzo 2018    |
| 23 | Schütteltrauma              | La sindrome del bambino scosso      | 3 marzo 2016      | 2 marzo 2018     |
| 24 | Vater, Mutter, Kind         | Padre madre figlio                  | 10 marzo 2016     | 5 marzo 2018     |
| 25 | Lautlos                     | Tradimenti                          | 17 marzo 2016     | 6 marzo 2018     |
| 26 | Die falsche Frau            | La donna sbagliata                  | 24 marzo 2016     | 7 marzo 2018     |
| 27 | Melody                      | Melody (prima parte)                | 31 marzo 2016     | 8 marzo 2018     |
| 27 | Melody                      | Melody (seconda parte)              | 31 marzo 2016     | 9 marzo 2018     |
| 28 | Shopping                    | Shopping                            | 7 aprile 2016     | 12 marzo 2018    |
| 29 | Explosive Lage              | Situazione esplosiva                | 14 aprile 2016    | 13 marzo 2018    |